# Kambodžsko-thajský konflikt

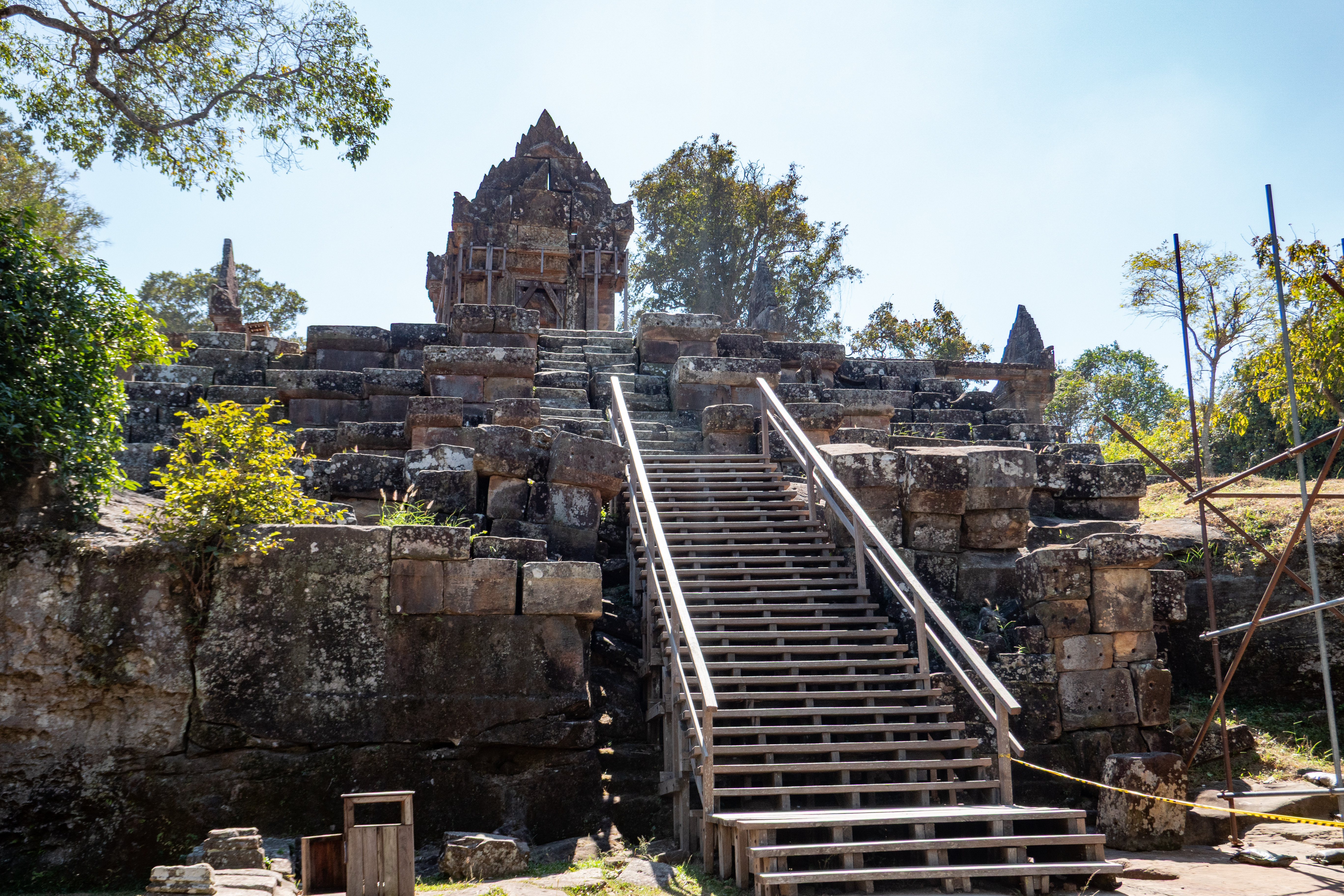
Preah Vihear

Kambodžsko-thajský konflikt představuje dlouhodobý spor mezi Kambodžou a Thajskem o územní kontrolu nad oblastmi chrámových komplexů na společné hranici, zejména Preah Vihear, Ta Moan Thom a Ta Krabey. Konflikt je zakořeněn v historických nesrovnalostech a nejasnostech vyplývajících z koloniálního období. Nejvýraznější eskalace nastala v červenci 2025, kdy došlo k ozbrojeným střetům, leteckým útokům a civilním obětem.

## Historie sporu
Počátky územního sporu mezi Thajskem (dříve Siamem) a Kambodžou sahají do začátku 20. století. V letech 1904–1907 byly uzavřeny francouzsko-siamské smlouvy, které měly vymezit hranice mezi oběma zeměmi, přičemž Kambodža tehdy byla pod francouzským protektorátem. Nejasnosti v mapových podkladech a rozdílný výklad dohod vedly k opakovaným nárokům na několik chrámových oblastí.
Zásadním milníkem byl rozsudek Mezinárodního soudního dvora (ICJ) z roku 1962, který přiřkl chrám Preah Vihear Kambodži. Thajsko však výsledek sporu dlouhodobě zpochybňovalo. V letech 2008–2011 došlo k několika ozbrojeným střetům, zejména v okolí chrámů Preah Vihear a Ta Moan Thom, což vedlo k desítkám mrtvých a zraněných. Situace se následně uklidnila, ale otázka přesné delimitace hranic zůstala nevyřešena.

## Eskalace v roce 2025

### Úvod do krize
Napětí se opět vyostřilo v únoru 2025, kdy thajské ozbrojené složky zabránily kambodžským návštěvníkům ve zpěvu národní hymny u chrámu Prasat Ta Moan Thom. Tento incident měl silný symbolický dopad a byl v Kambodži interpretován jako porušení národní důstojnosti. V květnu téhož roku došlo k ozbrojenému incidentu v oblasti tzv. Smaragdového trojúhelníku (Chong Bok), po němž následovalo vyhrocení diplomatických vztahů a vojenské přípravy na obou stranách. 23. července byl na hranicích zraněn voják Thajska a Thajsko se rozhodlo stáhnout velvyslance z Kambodži.

### 24.–25. července 2025
Dne 24. července 2025 propukly na kambodžsko-thajské hranici ozbrojené střety. Obě strany se vzájemně obvinily ze zahájení bojů. Thajsko uvedlo, že kambodžské jednotky použily bezpilotní letouny a zahájily palbu poblíž chrámu Prasat Ta Moan Thom. Kambodžská strana tvrdila, že její jednotky jednaly v sebeobraně v reakci na thajskou ozbrojenou provokaci.
Ve stejný den kambodžská raketa z raketometu BM-21 zasáhla čerpací stanici a nemocnici v thajské provincii Sisaket, což si vyžádalo nejméně osm civilních obětí, včetně osmiletého dítěte. Thajské královské letectvo reagovalo leteckým úderem na kambodžské pozice v oblasti Chong An Ma, přičemž tvrdilo, že zničilo velitelské stanoviště 8. a 9. pěší divize kambodžské armády.
Thajsko následně zahájilo vojenskou ofenzivu pod krycím názvem Operace Yuttha Bodin, vedenou generálem Pana Khlaeoplotthukem. Kambodžský premiér Hun Sen prohlásil, že „Kambodža nemá jinou možnost než se bránit“, a prostřednictvím videopřenosu se účastnil velení ozbrojených sil.

### Druhý den střetů
Dne 25. července pokračovaly střety v oblastech Preah Vihear a Ta Krabey. Podle thajské armády zahájila Kambodža palbu z lehkých i těžkých zbraní, na což Thajsko odpovědělo dělostřeleckým ostřelováním. Do konfliktu byly nasazeny tanky, raketomety a dělostřelectvo.
Thajská i kambodžská média hlásila desítky obětí a stovky zraněných. Thajsko oznámilo uzavření hranic a vyzvalo své občany k evakuaci. Celkově bylo z obou stran evakuováno více než 120 000 civilistů.
Úřadující thajský premiér Phumtham Wechayachai varoval, že pokud se situace nezklidní, může konflikt přerůst v regulérní válku. Mezinárodní společenství, včetně ASEAN, USA, EU a Číny, vyzvalo k okamžitému příměří a návratu k diplomatickému řešení.

### Příměří
Dne 28. července 2025 se obě strany dohodly na příměří, zprostředkovatelem jednání mezi oběma zeměmi se stala Malajsie.